# María Ana Josefa de Baviera
María Ana Josefa de Baviera (Múnich, 7 de agosto de 1734-Múnich, 7 de mayo de 1776) fue una princesa de Baviera por nacimiento y margravina de Baden-Baden por matrimonio. Fue apodada La salvadora de Baviera.

## Primeros años

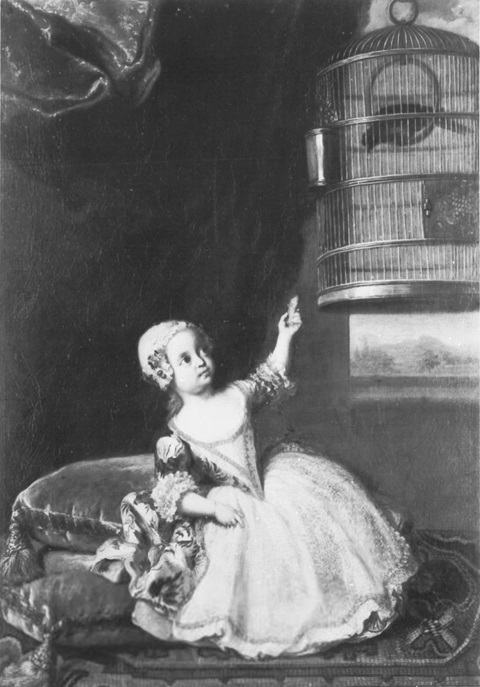
María Ana cuando era niña, por Georges Desmarées (1737).

Era hija del elector Carlos Alberto de Baviera, futuro emperador Carlos VII del Sacro Imperio Romano Germánico, y de su esposa, la archiduquesa María Amalia de Austria, una de las hijas del emperador José I.

## Matrimonio
Se casó con Luis Jorge I Baden-Baden, margrave de Baden-Baden desde 1707 e hijo del fallecido Luis Guillermo I de Baden-Baden y de la princesa Francisca Sibila de Sajonia-Lauenburgo. La pareja se casó en Baden el 20 de julio de 1755; la novia contaba con veinte años de edad, y el novio con cincuenta y tres años. La madre de María Ana instó a su hija a no declarar la renuncia a la herencia, que es costumbre desde hace trescientos años, en esta ocasión para establecer una sucesión femenina en Baviera. Sin embargo, María Ana finalmente se inclinó ante su hermano, que quería evitar que Baden obtuviera ventajas políticas de la conexión y, sin embargo, renunció a la herencia. Luis Jorge tuvo que asegurar a su nuevo cuñado que adoptaría una política probávara en el distrito de Suabia y promovería el comercio entre el balneario de Baviera y el suroeste de Alemania. Con motivo del matrimonio, se acuñó una moneda conmemorativa en Baden, la del anverso un retrato de medio cuerpo de la margravina y en el reverso un escudo de armas de la alianza Bávaro-Baden. El matrimonio permaneció sin hijos y el principal objetivo político de las partes, la continuación de la línea católica de Baden-Baden, no pudo lograrse. Luis Jorge tenía una hija sobreviviente de su anterior matrimonio, su hija Isabel, fue sin embargo inútil en la sucesión.

## Últimos años
Su marido murió en 1761 y fue sucedido por su hermano, Augusto Jorge I de Baden-Baden. Como tal, su esposa, María Victoria de Arenberg, se convirtió en la mujer más importante en la corte de Baden-Baden.
María Ana desarrolló una gran pasión por la diplomacia y forjó vínculos con el rey Federico II de Prusia con el fin de proteger el trono de Baviera y a su hermano, Maximiliano III José, que no tenía hijos y temía por su sucesión.
Como viuda, María Ana volvió a su Baviera natal, donde murió en el Palacio de Nymphenburg en Múnich. Fue enterrada en la Iglesia de los Teatinos en Múnich, lugar de entierro tradicional de la realeza bávara. Su hermano falleció un año después.

## Galería

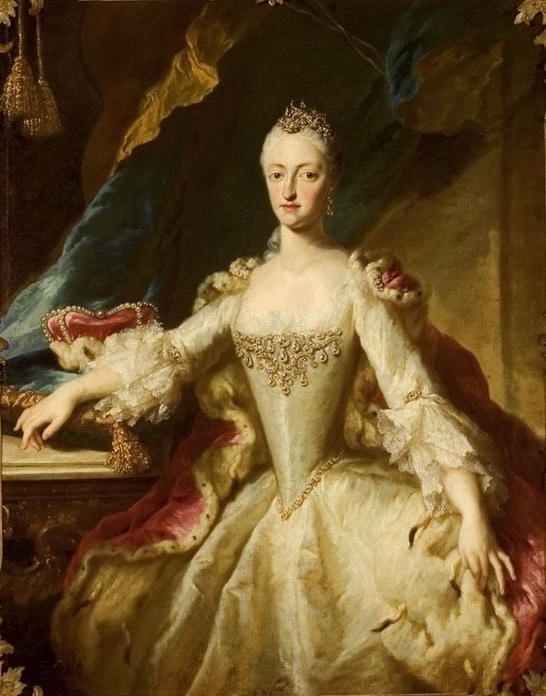
María Ana Josefa de Baviera como margravina de Baden-Baden (hacia 1760).
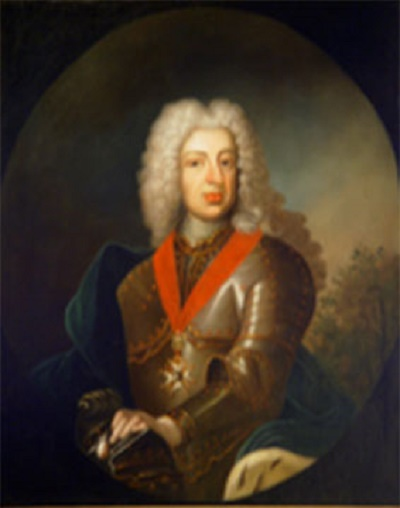
Luis Jorge I Baden-Baden, esposo de María Ana.
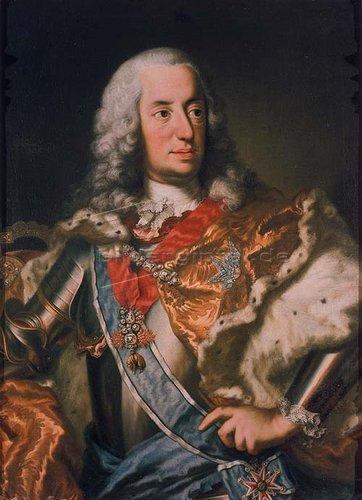
Carlos VII del Sacro Imperio Romano Germánico, padre de María Ana, por Georges Desmarées.
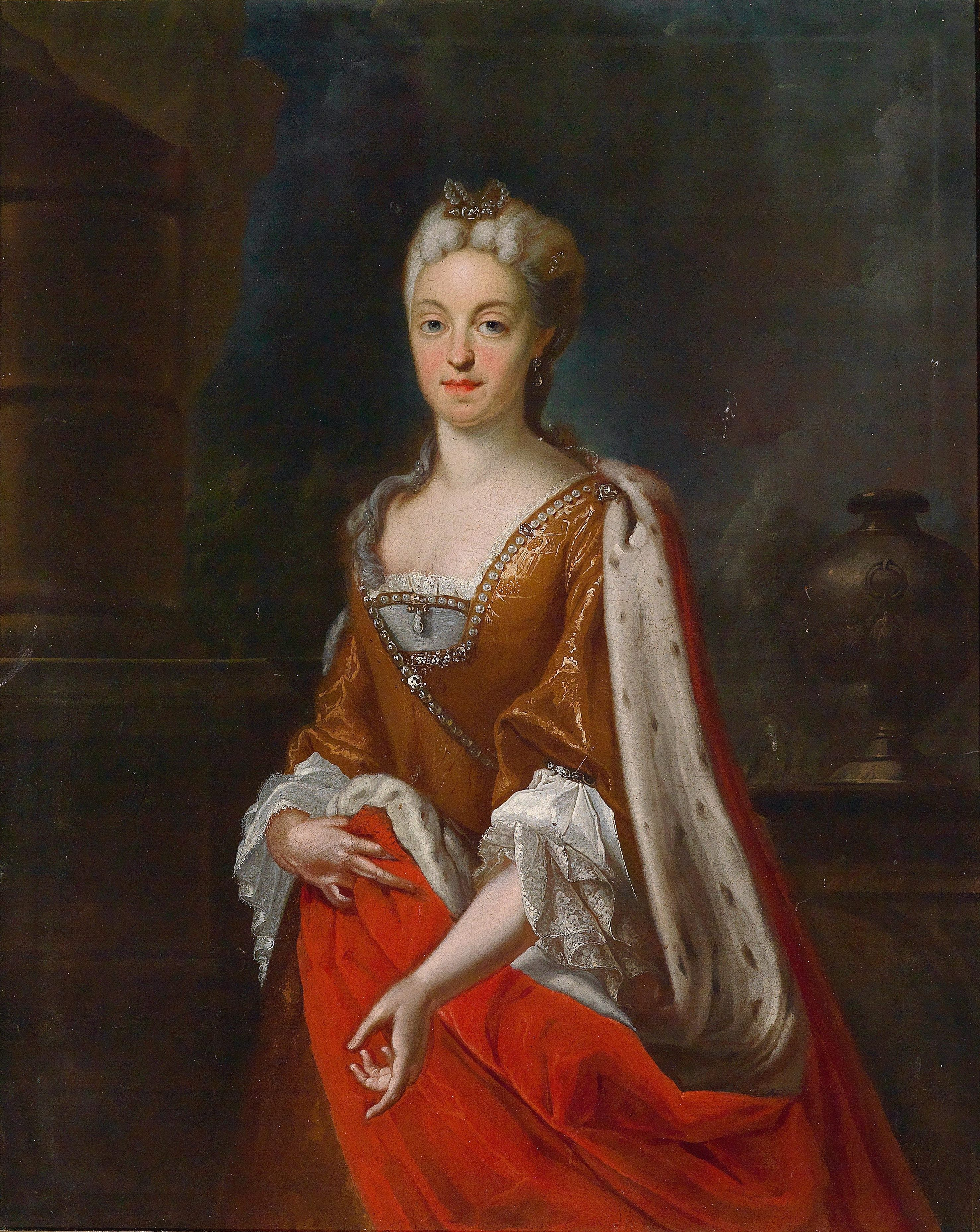
María Amalia de Austria, madre de María Ana.

## Títulos y tratamientos
| ● 7 de agosto de 1734-20 de julio de 1755:   | Su alteza serenísima María Ana Josefa de Baviera, princesa de Baviera, duquesa de Baviera |
| ● 20 de julio de 1755-22 de octubre de 1761: | Su alteza serenísima la margravina de Baden-Baden                                         |
| ● 22 de octubre de 1761-7 de mayo de 1776:   | Su alteza serenísima la margravina viuda de Baden-Baden                                   |

## Ancestros
| María Ana Josefa de Baviera | Padre: Carlos Alberto de Baviera | Abuelo paterno: Maximiliano II Emanuel de Baviera         | Bisabuelo paterno: Fernando María de Baviera                     |
| María Ana Josefa de Baviera | Padre: Carlos Alberto de Baviera | Abuelo paterno: Maximiliano II Emanuel de Baviera         | Bisabuela paterna: Enriqueta Adelaida de Saboya                  |
| María Ana Josefa de Baviera | Padre: Carlos Alberto de Baviera | Abuela paterna: Teresa Cunegunda Sobieska                 | Bisabuelo paterno: Juan III Sobieski, rey de Polonia             |
| María Ana Josefa de Baviera | Padre: Carlos Alberto de Baviera | Abuela paterna: Teresa Cunegunda Sobieska                 | Bisabuela paterna: María Casimira Luisa de la Grange d'Arquien   |
| María Ana Josefa de Baviera | Madre: María Amalia de Austria   | Abuelo materno: José I del Sacro Imperio Romano Germánico | Bisabuelo materno: Leopoldo I del Sacro Imperio Romano Germánico |
| María Ana Josefa de Baviera | Madre: María Amalia de Austria   | Abuelo materno: José I del Sacro Imperio Romano Germánico | Bisabuela materna: Leonor Magdalena del Palatinado-Neoburgo      |
| María Ana Josefa de Baviera | Madre: María Amalia de Austria   | Abuela materna: Guillermina Amalia de Brunswick-Luneburgo | Bisabuelo materna: Juan Federico de Brunswick-Luneburgo          |
| María Ana Josefa de Baviera | Madre: María Amalia de Austria   | Abuela materna: Guillermina Amalia de Brunswick-Luneburgo | Bisabuela materna: Benedicta Enriqueta del Palatinado            |